# Улица Яна Грунта (Коломна)

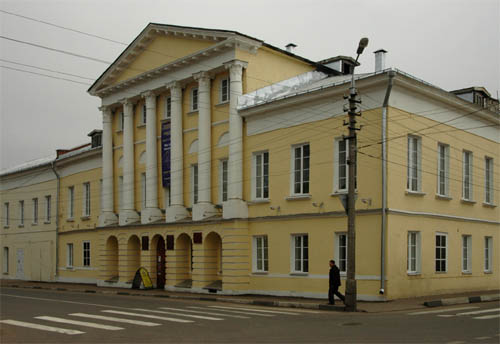
Фасад дома Озерова с улицы Яна Грунта

Улица Яна Грунта — улица в районе Старая Коломна города Коломны. Проходит от улицы Толстикова до улицы Пушкина, пересекая улицы Коломенскую, Гражданскую, Октябрьской Революции, Красногвардейскую, Савельича и Левшина.

## История названия
Современное название улица получила в 70-е годы XX века. Улица названа в честь латышского революционера, политического деятеля Яна Яновича Грунта — участника становления Советской власти в Коломне. До революции улица именовалась Спасской, а впоследствии именовалась улицей Труда.

## Примечательные здания и сооружения

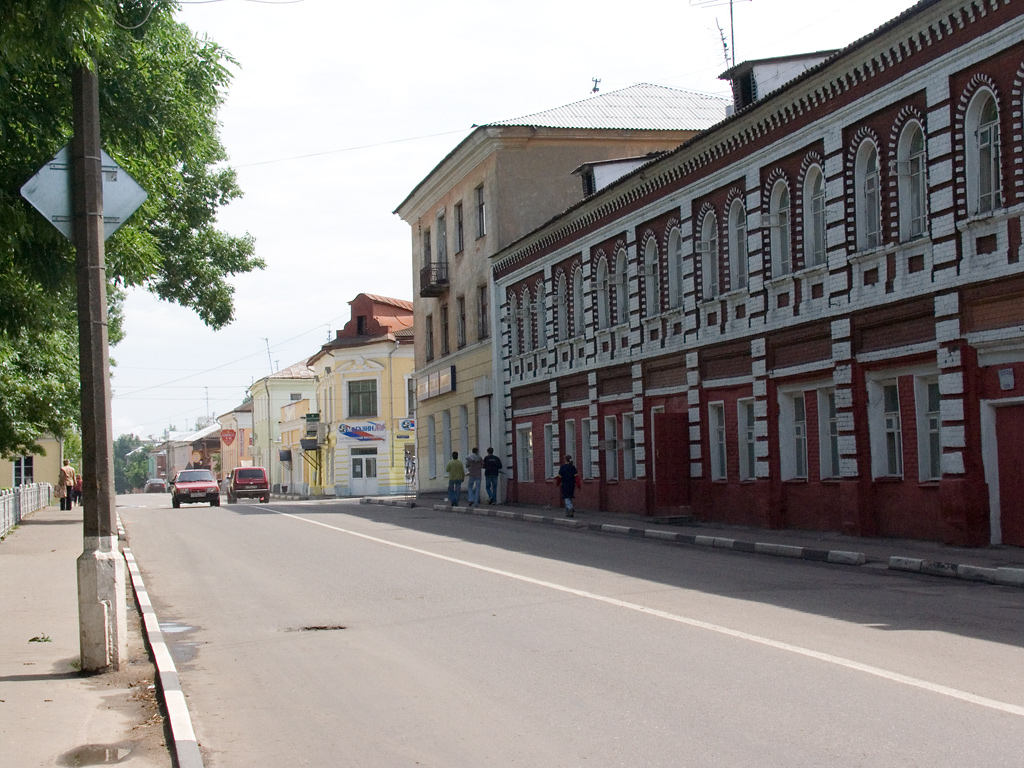
Перекрёсток Красногвардейской улицы и улицы Яна Грунта

- Дом Озерова (перекрёсток с Красногвардейской улицей)
- Дом Андрея Павловича Радищева
- Сквер имени Зайцева

### Разрушенные памятники
- Церковь Симеона Столпника на Житной площади, разрушена в 1934 году.